# Sbarchi dei rinforzi alla spedizione dei Mille
Gli sbarchi dei rinforzi alla spedizione dei Mille avvennero nel 1860 durante la spedizione dei Mille.
Dopo il primo sbarco, avvenuto a Marsala, che fu utile alla realizzazione di una testa di ponte, nel corso dei mesi successivi vennero effettuati in Sicilia numerosi altri sbarchi: infatti nel periodo da giugno a settembre 1860 giunsero un totale di circa 21.000 volontari, che assieme agli altri volontari arruolati nel Sud Italia contribuirono a formare l' Esercito Meridionale. 
Le partenze vennero quindi interrotte da Cavour, perché lo stesso aveva deciso di procedere alla occupazione dello Stato Pontificio.

## Storia

### L'arrivo a Marsala
Il primo sbarco avvenne a Marsala: vennero effettuati in Sicilia numerosi altri sbarchi nel periodo da giugno a settembre 1860, per un totale di circa 21.000 volontari, che assieme agli altri volontari arruolati nel Sud Italia contribuirono a formare l’Esercito Meridionale. Le partenze delle navi di volontari venivano effettuate quasi sempre da Genova ed in alcuni casi da Livorno, effettuando scalo intermedio in Sardegna.

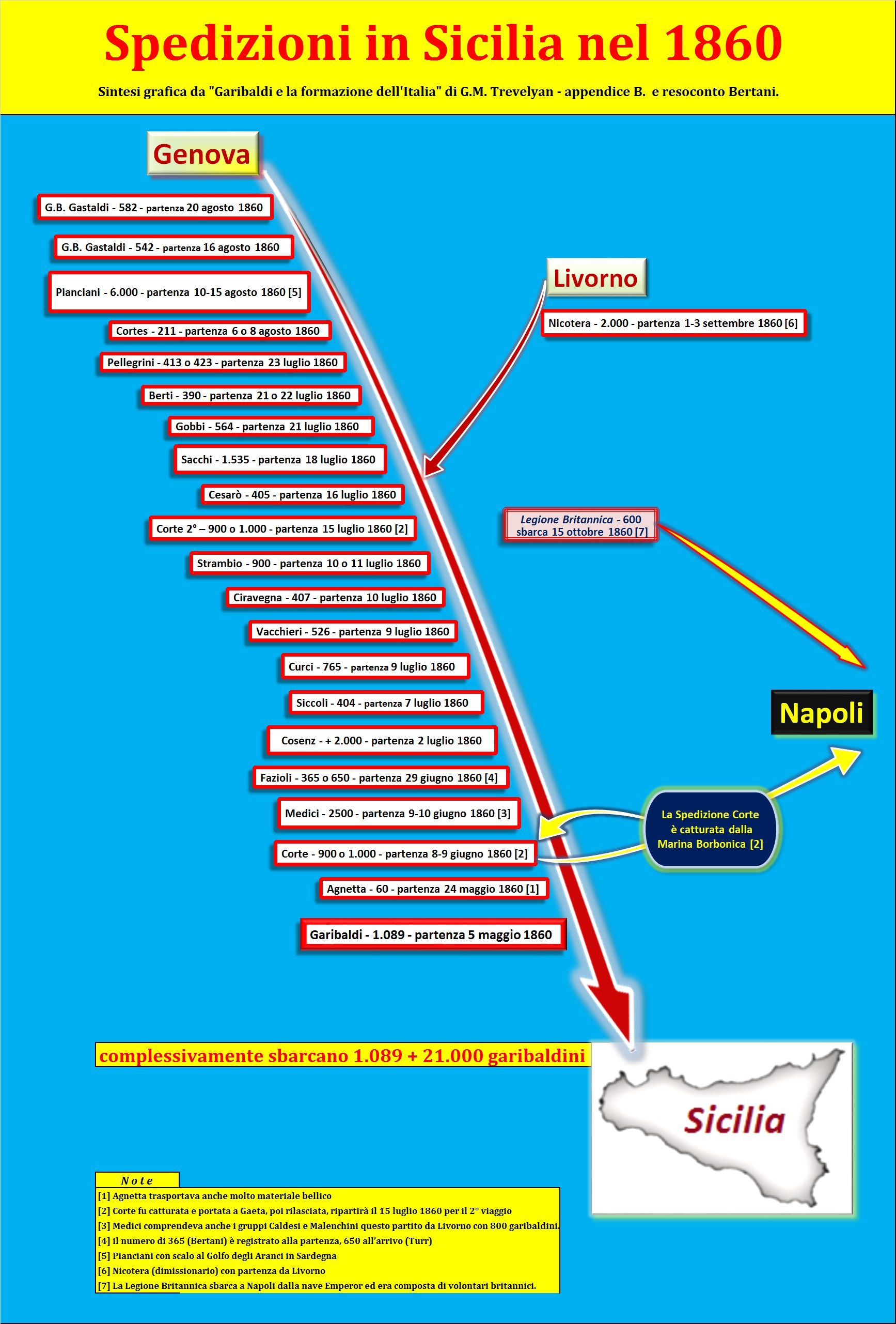
Sbarchi garibaldini in Sicilia nel 1860

Oltre allo storico Trevelyan, che ha redatto il sottoindicato riepilogo, gli sbarchi successivi sono descritti da vari autori, tra i quali Osvaldo Perini, il quale descrive in dettaglio anche la vicenda della cattura da parte della Marina Borbonica delle due navi della Spedizione Corte (Utile e Charles and Jane) con a bordo circa 930 volontari (vedi: La cattura del Gruppo Corte) 
Il Medici, coadiuvato dal maggiore Clemente Corte e da Daniele Cressini fondò un Ufficio militare, per arruolare altri volontari, da tutte le classi della società, da inviare in Sicilia con le relative dotazioni militari, ricorrendo ai comitati patriottici e a tutti i simpatizzanti, riuscendo a raccogliere circa 15.000 volontari.
Il Perini illustra anche come il Comitato politico di Milano ed il Comitato politico di Ferrara, quest’ultimo condotto da Paolo Da Zara di Padova, contribuirono a raccogliere molti volontari e che il Comitato per l’Emigrazione Veneta di Milano, condotto da Pietro Correr aveva da solo raccolto oltre 8.000 volontari tra i quali anche un elevato numero di trentini e veneziani appartenenti in gran parte alle province ancora occupate dall’Austria.
I volontari rallentarono molto le loro adesioni dopo la circolare governativa del 13 agosto 1860 che vietava e condannava gli arruolamenti per il Sud Italia, che comunque proseguirono clandestinamente in maniera sempre più esigua, dopo il blocco delle partenze, solo circa 500 volontari con passaporto riuscirono a partire per Palermo nella notte del 26 agosto a bordo della nave Orwell, che dovette essere restituita in quanto utilizzata senza permesso. Il divieto di arruolamenti per il Sud provocò un'impressione molto negativa, con proteste a livello popolare e della stampa, tali reazioni indussero il Farini ad emettere una seconda circolare, che riapriva gli arruolamenti limitatamente all'Armata Nazionale, i volontari venivano pertanto arruolati ed inviati in maggioranza a Torino e non nelle zone dove necessitavano per portare rinforzi alla Spedizione di Garibaldi.

Anche lo storico Federico Donaver nella sua opera “La Spedizione dei Mille” descrive alcuni degli sbarchi dei garibaldini avvenuti dopo il primo sbarco di Marsala, come le spedizioni: Agnetta, Medici (con Caldesi e Malenchini), Cosenz.
Il Donaver accenna anche a spedizioni di materiali provenienti da Malta e condotte dal siciliano Salvatore Castiglia.
Per il trasporto dei materiali bellici vennero utilizzate 7 navi: Queen of England (chiamata anche Anita), Independence, Ferret, Badger, Weasel (utilizzata anche per i volontari) e le altre navi Spedizione e Colonnello Sacchi.
Le fonti del seguente riepilogo delle spedizioni sono regolarmente citate dal Trevelyan e ricavate principalmente dai diari e carteggi di Bertani, che annotava le partenze e Türr, che, essendo con Garibaldi, registrava anche gli arrivi nel Sud delle spedizioni e altre fonti che il Trevelyan regolarmente cita. 

Va sottolineato che le spedizioni Pianciani e Nicotera, inizialmente concepite dai mazziniani per un'azione nel nord dello Stato Pontificio per poi puntare verso sud, vennero bloccate per intervento piemontese e indirizzate verso sud, a causa dei problemi internazionali che in quel momento poteva creare un'invasione garibaldina nello Stato Pontificio presidiato dai francesi.

### La cattura del gruppo Corte
La spedizione guidata da Clemente Corte si imbarcò a Cornigliano, in vicinanza della villa del marchese Ala-Ponzoni, tra la mezzanotte e le due nella notte tra l’8 e il 9 giugno, si trattava di circa 900 volontari, 100 a bordo del piccolo Utile battente bandiera sarda e comandato da Natale Poggi, che trainava il clipper Charles and Jane con bandiera americana, comandato dall’americano Enrico Wathson, con a bordo gli altri circa 800 garibaldini.
Le due navi dovevano raggiungere Cagliari per essere poi raggiunte delle altre tre navi del Medici, partite il giorno dopo con 2.500 volontari, per poi proseguire insieme verso la Sicilia, dove avrebbero dovuto sbarcare complessivamente circa 3.500 garibaldini.
La mattina del 9 giugno le due navi si trovavano a circa otto miglia dal Capo Corso, nel nord della Corsica, quando vennero avvicinate da due navi, che non mostravano bandiera e dalle quali si levava il grido “viva Garibaldi e l’Italia”, essendo lontani dalle coste borboniche ingenuamente molti volontari risposero con fragorosissimi applausi, rivelando così di appartenere a una spedizione garibaldina.
Secondo un'altra versione, trovandosi vicino alla Corsica francese e sentendo l'ufficiale dell'altra nave parlare francese, diversi garibaldini avrebbero inneggiato all'Italia, alla Francia e contro i Borboni, facendosi così riconoscere, mentre un'ulteriore versione indica che una nave con finta bandiera inglese si sarebbe offerta di trainare il lento convoglio garibaldino, finché a Ustica tale nave si rivelò essere una nave borbonica.
A questo punto le due navi sconosciute issarono la bandiera borbonica, rivelandosi essere le pirofregate “Fulminante” e la ”Ettore Fieramosca” che comunicarono in francese agli ufficiali delle navi garibaldine di seguirle, accompagnando l'intimazione con qualche colpo di cannone a scopo intimidatorio, dopo che all'intimazione “Suivez nôtre route” (seguite la nostra rotta) le navi garibaldine si allontanarono pensando di avere frainteso il vôtre per nôtre e quindi avere capito “Suivez vôtre route” (seguite la vostra rotta).
Al rimorchio delle fregate borboniche, dopo circa quaranta ore il clipper Charles and Jane e l’Utile fecero il loro ingresso nel porto di Gaeta a mezzogiorno del giorno 11 maggio, durante il viaggio le due navi garibaldine furono tenute sotto tiro dai cannoni borbonici.
Appena approdati nel porto di Gaeta un ufficiale borbonico salì a bordo del clipper Charles and Jane per domandare le patenti di navigazione, dal cassero si presentò il comandante Enrico Wathson, di nazionalità americana, che con “fredda urbanità” rispose con molta determinazione “Non essere egli solito ad esibire la patente a ‘’pirati’’, a gente che senza o con simulata bandiera aveva osato insultare l’americano vessillo e assalire e catturare navigli da quello protetti e coperti.” 

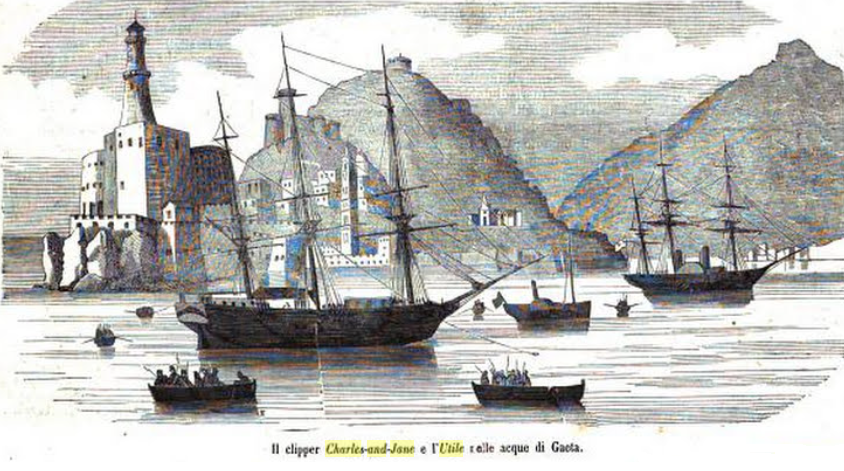
Il clipper Charles and Jane e l'Utile a Gaeta

Quindi il comandante Wathson dichiarò che non avrebbe mai ceduto se non alla forza bruta e, in quel caso, se le cose fossero state portate all'estremo, gli Stati Uniti possedevano flotte in grado di replicare duramente, concludendo che non avrebbe consegnato le carte di bordo se non al console americano designato in quel luogo, creando costernazione nell'ufficiale borbonico che se ne andò.
Dopo mezz'ora comparve un altro ufficiale in compagnia di un tale presentatosi come il vice-console americano, ma l'acutezza del comandante Wathson appurò subito che non si trattava del vice-console americano, in quanto non parlava inglese, né mostrava documenti in lingua inglese. 

Le due navi catturate furono sottoposte a sorveglianza strettissima nel porto a Gaeta, da parte delle artiglierie della fortezza, di due fregate e di una decina di barche con soldati armati attorno alle due navi di garibaldini, ai quali era interdetto ogni contatto con la popolazione e solo il 23 giugno, dopo lunghissime pratiche,  venne loro dato il permesso di bagnarsi nel mare, sotto gli occhi dei loro guardiani.
Il giorno 17 giugno i comandanti della nave Utile e del clipper Charles and Jane si recarono a Napoli per esporre le loro ragioni e dopo il giorno 25 giugno le condizioni dei prigionieri migliorarono, quando la fortezza e le navi borboniche issarono il tricolore e venne approvata la Costituzione, anche i rapporti con i soldati borbonici furono più distesi.
Se le navi borboniche si fossero impossessate del Piemonte e del Lombardo la Spedizione sarebbe finita sul nascere, ma al tempo di questo sequestro Garibaldi era già reduce dalla vittoria di Palermo e la cattura di due navi con circa 930 volontari non costituiva un fatto determinante, bensì creava problemi, anche perché la cattura delle navi Utile e Charles and Jane era avvenuta a nord della Corsica e quindi ben lontano dalle acque territoriali del Regno delle Due Sicilie. 
Sulle prime Francesco II resistette alle molteplici richieste e sollecitazioni per la liberazione dei prigionieri, reclamando il diritto di punire quanti intendevano invadere il suo regno, ma l'andamento negativo degli eventi bellici e i successivi sbarchi avvenuti in Sicilia lo indussero ad assumere più miti consigli e dopo molte dichiarazioni e proteste alla fine ordinò di rimettere in libertà sia i prigionieri che le due navi catturate, anche per intercessione del governo degli Stati Uniti.
Il giorno 28 giugno il vice console sardo portò la notizia ai prigionieri, ottenendo dal governo borbonico l'autorizzazione a noleggiare altre due navi per il trasporto dei prigionieri, perché dopo 20 giorni di privazioni in spazi ridottissimi, si temeva potesse essersi prodotto pericolo di contagio tra i prigionieri. I volontari liberati arrivarono a Genova e dopo alcuni giorni di riposo ripresero il loro viaggio sulla nave Amazon verso la Sicilia il giorno 15 luglio 1860.

## Considerazioni sulle navi delle spedizioni garibaldine
Le modalità di acquisizione delle navi Piemonte e Lombardo, utilizzate da Quarto a Marsala per trasportare la prima spedizione garibaldina, sono state oggetto di dibattito, in particolare le modalità contrattuali allora sottoscritte (vendita, noleggio o altra tipologia), che a taluni osservatori non sarebbero risultate chiare.
A tale riguardo si può osservare che le navi Piemonte e Lombardo, pur essendo famose perché prime a partire, furono solo due, mentre è meno noto che nel periodo dal 24 maggio 1860 al 3 settembre 1860, dai porti di Genova e Livorno, salparono altre 20 navi, che in 33 viaggi hanno trasportato in Sicilia ulteriori 21.000 garibaldini, come risulta dal seguente elenco  (vedere: Gli sbarchi successivi al primo di Marsala):
Utile (2 viaggi), Charles and Jane, Washington (2 viaggi), Oregon (2 viaggi), Franklin (2 viaggi), Medeah, Provence (5 viaggi), Saumon, Isére (3 viaggi), City of Aberdeen, Amazon (3 viaggi), Città di Torino (2 viaggi), Bizantine, Generale Garibaldi, R.D. Sheperd, Weasel, Sidney Hall, Febo, Veloce, San Nicola.
Per il trasporto dei materiali bellici vennero inoltre utilizzate altre 7 navi: Queen of England, Independence, Ferret, Badger, Weasel e le altre navi Spedizione e Colonnello Sacchi.
Quindi oltre al Piemonte e al Lombardo vennero impiegate complessivamente altre 26 navi per almeno ulteriori 40 viaggi, prevalentemente di volontari garibaldini e in parte di materiale bellico, una grande quantità di mezzi e di volontari, rispetto alle sole navi Piemonte e Lombardo e ai 1.089 primi garibaldini.
Le tre navi che salparono, due da Genova e una da Livorno, per portare in Sicilia la spedizione Medici erano state acquistate da una compagnia francese nominalmente da parte di un certo De Rohan, un cittadino statunitense sostenitore della causa italiana e successivamente ribattezzate Washington (nave del Medici), Oregon (nave di Caldesi) e Franklin (nave di Malenchini da Livorno), quindi a Genova il console degli Stati Uniti, accompagnato da Peard, “l’inglese di Garibaldi”, salì a bordo del Washington e issò la bandiera a stelle e strisce.
Dopo la sosta nel porto di Cagliari, dove il Medici attese inutilmente l’arrivo delle altre due navi del gruppo Corte, il piccolo bastimento Utile e la nave Charles and Jane, catturate dalla Marina borbonica, le tre navi della Spedizione Medici si diressero verso la Sicilia, quando vennero affiancate dalla nave piemontese Gulnara, il cui capitano dichiarò di volerle scortare fino a Castellammare, come da accordi tra Cavour e Garibaldi.
Su disposizione del Persano Il capitano del Gulnara si informò anche se fosse a bordo il Mazzini, che in tal caso doveva essere consegnato all’ufficiale piemontese. 

Il console del Regno delle Due Sicilie Ippolito Garron, scriveva al console americano a Genova William L. Patterson per avere precisazioni sul diritto di quattro navi a mostrare la bandiera degli Stati Uniti di America e il console americano rispondeva confermando la regolarità della situazione.

Ippolito Garron a W. L. Patterson, Genova, 22 giugno 1860. 

Ciò supponendo necessariamente la formale autorizzazione del Consolato degli Stati Uniti in questo porto, sola autorità ch'era competente ad accordarla d'ordine del suo Governo, il sottoscritto, console Generale del Regno delle Due Sicilie, prega il suo collega degli Stati Uniti di volergli far conoscere se realmente autorizzazione fu accordata, e quale era la bandiera che allora portavano i prenominati bastimenti.
È con particolare compiacenza che il sottoscritto si vale dell’opportunità per far gradire al suo collega, il console degli Stati Uniti d'America in Genova, gli attestati della sua perfetta considerazione.»
(Rassegna storica del Risorgimento, SICILIA ; GARIBALDI GIUSEPPE ; STATI UNITI D'AMERICA, anno 1957,   pagina 29)
 W. L. Patterson a Ippolito Garron, Genova, 22 giugno 1860.
(Rassegna storica del Risorgimento, SICILIA ; GARIBALDI GIUSEPPE ; STATI UNITI D'AMERICA, anno 1957,   pagina 29)
 Tale fatto dimostra ancora di più la grande e determinante importanza delle organizzate spedizioni successive, delle quali il Piemonte e il Lombardo, pur importanti come prime navi a salpare, costituirono solo la testa di ponte, che una volta consolidata fu raggiunta dal gran numero di navi sopra descritte, che portarono la forza principale, essenziale per poter continuare l'impresa garibaldina contro il Regio Esercito delle Due Sicilie, che a piena mobilitazione superava largamente i 100.000 soldati.
I finanziamenti per le Spedizioni garibaldine partite nei mesi di giugno e luglio 1860 provenivano in gran parte dai fondi della cavourriana Società Nazionale e dal Fondo per il milione di fucili, mentre le spedizioni del mese di agosto vennero finanziate dai Comitati di Bertani. In particolare il governo del re erogò segretamente centinaia di migliaia di lire per acquistare i vapori ed equipaggiare le Spedizioni di Medici e Cosenz, mentre i Comitati di Bertani inviavano molte delle loro migliori reclute, oltre ai volontari che venivano reclutati dai cavourriani. 

Alla fine di agosto 1860 il Cavour interruppe le partenze, perché si apprestava ad invadere i territori papali di Marche e Umbria e a dirigersi verso sud, congiungendosi con Garibaldi e invadere il territorio borbonico.

## Cronologia
Secondo la tabella, le seguenti presenze, avvenute con imbarchi formalmente regolari, il 26 agosto si aggiunse la partenza della nave Orwell con circa 500 volontari, ma tale partenza fu irregolare e la nave dovette quindi essere restituita. 
| Sbarchi successivi al primo sbarco di Marsala - da "Garibaldi e la Formazione dell'Italia" di George Macaulay Trevelyan - appendice B |                                                                                  |                  |                 | |
| data partenza da Genova | nome nave                                                                        | numero imbarcati | nome spedizione | note |
| 24 maggio | Utile                                                                            | 60               | Agnetta         | Principalmente armi e munizioni recuperate dopo la mancata consegna alla partenza della Spedizione da Genova, compresi i volontari addetti alle armi che non poterono imbarcarsi                   |
| 8-9 giugno notte | Utile (2º viaggio), Charles and Jane                                             | 900 o 1.000      | Corte           | Associata alla spedizione Medici. Catturati, portati a Gaeta poi rilasciati ripartirono da Genova il 15 luglio sulla nave Amazon (vedi:La cattura del gruppo Corte)                                |
| 9-10 giugno notte | Washington (in precedenza Helvètie)                                              | 1.200 o 1.400    | Medici          | Comprendeva anche le spedizioni Caldesi, Malenchini e Corte quest’ultima catturata e poi rilasciata. A bordo c'erano anche John Whitehead Peard e i Marios: Alberto Mario e consorte Jessie White  |
| 9-10 giugno notte | Oregon (già Belsance)                                                            | 209              | Caldesi         | Altre fonti stimano un numero maggiore di volontari |
| 10 giugno notte da Livorno | Franklin (già Amsterdam)                                                         | 800              | Malenchini      | Associata alla spedizione Medici - le tre spedizioni Medici-Caldesi-Malenchini complessivamente trasportarono anche 8.000 armi da fuoco e molte munizioni                                          |
| 29 giugno | Medeah                                                                           | 365 o 650        | Fazioli         | 365 volontari secondo Bertani, 650 secondo Türr |
| 2 luglio | Washington (2º viaggio)                                                          | 1.270            | Cosenz          | Associata alla nave Provence che imbarca altri 770 volontari |
| 2 luglio | Provence                                                                         | 770              | Carlo Setti     | Associata alla nave Washington e comandata da Cosenz |
| 7 luglio | Oregon (2º viaggio)                                                              | 404              | Siccoli         | Aveva accompagnato Zambianchi nella diversione verso l'Umbria |
| 9 luglio | Provence (2º viaggio)                                                            | 765              | Curci           | |
| 9 luglio | Saumon                                                                           | 526              | Vacchieri       | |
| 10 luglio | Isère                                                                            | 407              | Ciravegna       | |
| 10 o 11 luglio | City of Aberdeen                                                                 | 900              | Strambio        | |
| 15 luglio | Amazon (britannico)                                                              | 900 o 1.000      | Corte           | Rilasciati dopo la cattura della partenza 8-9 giugno con le navi Utile e Charles and Jane |
| 16 luglio | Provence (3º viaggio)                                                            | 405              | Di Cesarò       | |
| 18 luglio | Città di Torino                                                                  | 1.535            | Sacchi          | |
| 21 luglio | Franklin (2º viaggio)                                                            | 564              | Gobbi           | |
| 21 o 22 luglio | Amazon (2º viaggio)                                                              | 390              | Berti           | |
| 23 luglio | Isère (2º viaggio)                                                               | 413 o 423        | G. Pellegrini   | |
| 6 o 8 agosto | Provence (4º viaggio)                                                            | 211              | Pietro Cortes   | |
| 10-15 agosto | Isère (3º viaggio), Bizantine, Amazon (3º viaggio), Città di Torino (2º viaggio) | 3.708            | Pianciani       | Scalo intermedio in Sardegna al Golfo degli Aranci e poi in Sicilia. Il solo Bizantine trasportava 1800 garibaldini con scalo il 17 agosto a Cagliari. Pinciani non partecipò perché dimissionario |
| 11 agosto | Generale Garibaldi                                                               | 680              | Pianciani       | Scalo intermedio in Sardegna al Golfo degli Aranci |
| 11 agosto | R.D. Sheperd                                                                     | 1.500            | Pianciani       | Scalo intermedio in Sardegna al Golfo degli Aranci |
| 11 (?) agosto da La Spezia | Weasel                                                                           | 32               | Pianciani       | Scalo intermedio in Sardegna al Golfo degli Aranci |
| 16 agosto | Sidney Hall                                                                      | 542              | G.B Gastaldi    | |
| 20 agosto | Provence (5º viaggio)                                                            | 582              | G.B. Gastaldi   | |
| 1-3 settembre, sbarco a Napoli | Empereor, Melazzo                                                                | 800              |                 | la cosiddetta Legione Britannica |
| 1-3 settembre da Livorno | Febo, Garibaldi, Veloce, Provence (?), San Nicola                                | 2.000            | Nicotera        | Brigata "Castel Pucci" sulla quale c'era una disputa con Ricasoli - Nicotera non partecipò perché dimissionario                                                                                    |
| Totale | 22 navi per 35 viaggi                                                            | 22.000           |                 | |